# (133528) Ceragioli
(133528) Ceragioli est un astéroïde de la ceinture principale.

## Description
(133528) Ceragioli est un astéroïde de la ceinture principale. Il fut découvert le 4 octobre 2003 à l'Observatoire Junk Bond par David Healy. Il présente une orbite caractérisée par un demi-grand axe de 2,86 UA, une excentricité de 0,09 et une inclinaison de 1,3° par rapport à l'écliptique.

## Compléments